# Mount Asgard
Mount Asgard (franska: Mont Asgard) är ett berg i Kanada.   Det ligger i territoriet Nunavut, i den östra delen av landet, 2 400 km norr om huvudstaden Ottawa. Toppen på Mount Asgard är 2 015 meter över havet.
Terrängen runt Mount Asgard är bergig österut, men västerut är den kuperad. Trakten runt Mount Asgard är nära nog obefolkad, med mindre än två invånare per kvadratkilometer.. Det finns inga samhällen i närheten. 
Trakten runt Mount Asgard är permanent täckt av is och snö.